# Брук Хејвен
Серена Марија Мафучи (енгл. Serena Maria Maffucci; Сонора, 25. новембар 1979), познатија под псеудонимом Брук Хејвен (енгл. Brooke Haven) америчка је порнографска глумица.

## Каријера
Брук Хејвен је рођена у Сонори и живела тамо док није напунила 19 година, када се преселила у Сан Франциско где ради као стриптизета. Радила је у клубу Дежа Ву (Déjà Vu ) три и по године. Затим се преселила у Феникс у Аризони.
Док је радила у Фениксу, упознала је и спријатељила се са порно звездом Лекси Мари. Обе су се појавиле у часопису Плејтајм, а убрзо затим су позване на сајам Еротика ЛА у Лос Анђелесу, где је остварила многобројне контакте у индустрији за одрасле.
После тога, Брук се преселила у Лос Анђелес и 12. октобра 2004. је снимила свој први порно-филм. Потписала је уговор са студиом Vicious Media, што јој омогућава да ради и са другим компанијама.
Хејвен је до сада снимила скоро 400 порнографских филмова.

## Награде и номинације
- 2008 F.A.M.E. Award награда - Favorite Underrated Star[2]